# Oren Burks
(en) Statistiques sur pro-football-reference
Oren Spencer Burks (né le 21 mars 1995 à Alexandria dans l'État de la Virginie aux États-Unis) est un sportif professionnel américain de football américain jouant au poste de linebacker dans la National Football League (NFL) depuis la saison 2018 et pout la franchise des Bengals de Cincinnati depuis 2025.
Au niveau universitaire, il a joué pendant cinq saisons au sein de la NCAA Division I FBS (2013-2017) pour les Commodores de l'université Vanderbilt.

## Biographie

### Jeunesse
Recrue trois étoiles issu de South County High School, Burks reçoit des offres de quatorze équipes de la Division I FBS.

### Carrière universitaire
Persuadé par Brent Pry, il rejoint les Commodores de Vanderbilt le 6 février 2013, moins d'un mois après une visite officielle avec l'équipe. Bien qu'il soit recruté comme un outside linebacker, Burks commence comme safety à Vanderbilt puis fait le saut comme inside linebacker.

### Carrière professionnelle

#### Draft
Durant la draft de 2018, les Packers de Green Bay font un échange pour acquérir le choix nécessaire pour sélectionner Burks au troisième tour.

#### Packers de Green Bay
Durant sa saison recrue, Burks voit la possibilité de prendre une place plus importante après une blessure à Jake Ryan. Cependant, il se blesse durant un match de pré-saison ce qui pousse l'équipe à acquérir Antonio Morrison. Bien qu'il joue un rôle sur la défensive de l'équipe au début de la saison, Burks devient rapidement un joueur utilisé presque uniquement sur les unités spéciales pendant la saison.

#### 49ers de San Francisco
Après quatre ans à Green Bay, Burks rejoint en 2022 les 49ers de San Francisco où il prend un rôle plus régulier.
À sa deuxième saison avec l'équipe, il devient le Sam linebacker titulaire de l'équipe et joue un rôle important durant le Super Bowl LVIII après une blessure à Dre Greenlaw. Cependant, sa performance durant la match laisse à désirer, laissant les sept passes effectuées dans sa direction être complétées.

#### Eagles de Philadelphie
Burks signe un contrat d'un an avec les Eagles de Philadelphie en 2024. Durant les éliminatoires, une blessure à Nakobe Dean pousse de nouveau Burks au poste de titulaire lors du Super Bowl LIX.

#### Bengals de Cincinnati
Le 17 mars 2025, Burks signe un contrat de deux ans avec les Bengals de Cincinnati.

## Statistiques

### Universitaires
| Année       | Équipe                   | Statut      | MJ |       | Plaquages | Plaquages | Plaquages | Plaquages |       | Interceptions | Interceptions | Interceptions | Interceptions |  | Fumbles | Fumbles |
| Année       | Équipe                   | Statut      | MJ | Total | Seul      | Ast.      | Sacks     | Nb.       | Yards | Déf.          | TD            | Nb.           | Rec.          |  |         |         |
| 2014        | Commodores de Vanderbilt | Fr.         | 08 | 37    | 16        | 21        | 0,0       | 0         | 0     | 7             | 0             | 0             | 1             |  |         |         |
| 2015        | Commodores de Vanderbilt | So.         | 12 | 59    | 35        | 24        | 0,0       | 3         | 31    | 6             | 1             | 1             | 1             |  |         |         |
| 2016        | Commodores de Vanderbilt | Jr.         | 13 | 59    | 40        | 19        | 3,5       | 1         | 59    | 6             | 0             | 1             | 0             |  |         |         |
| 2017        | Commodores de Vanderbilt | Sr.         | 12 | 82    | 45        | 37        | 1,0       | 1         | 09    | 3             | 0             | 0             | 1             |  |         |         |
| Totaux NCAA | Totaux NCAA              | Totaux NCAA | 45 | 237   | 136       | 101       | 4,5       | 5         | 99    | 22            | 1             | 2             | 3             |  |         |         |

### Professionnelles
| Année      | Équipe                 | MJ  |                | Plaquages      | Plaquages      | Plaquages      | Plaquages      |                | Interceptions  | Interceptions  | Interceptions | Interceptions |  | Fumbles | Fumbles |
| Année      | Équipe                 | MJ  | Total          | Seul           | Ast.           | Sacks          | Nb.            | Yards          | Déf.           | TD             | Nb.           | Rec.          |  |         |         |
| 2018       | Packers de Green Bay   | 14  | 24             | 18             | 06             | 0,0            | 0              | 0              | 0              | 0              | 0             | 0             |  |         |         |
| 2019       | Packers de Green Bay   | 12  | 11             | 07             | 04             | 0,0            | 0              | 0              | 0              | 0              | 0             | 0             |  |         |         |
| 2020       | Packers de Green Bay   | 16  | 21             | 14             | 07             | 0,0            | 0              | 0              | 0              | 0              | 2             | 0             |  |         |         |
| 2021       | Packers de Green Bay   | 17  | 36             | 24             | 12             | 0,5            | 0              | 0              | 0              | 0              | 0             | 1             |  |         |         |
| 2022       | 49ers de San Francisco | 17  | 38             | 15             | 23             | 0,5            | 0              | 0              | 1              | 0              | 0             | 0             |  |         |         |
| 2023       | 49ers de San Francisco | 15  | 46             | 29             | 17             | 1,0            | 1              | 11             | 1              | 0              | 0             | 0             |  |         |         |
| 2024       | Eagles de Philadelphie | 17  | 41             | 20             | 21             | 0,0            | 0              | 0              | 1              | 0              | 2             | 0             |  |         |         |
| 2024       | Bengals de Cincinnati  | ?   | Saison à venir | Saison à venir | Saison à venir | Saison à venir | Saison à venir | Saison à venir | Saison à venir | Saison à venir | ?             | ?             |  |         |         |
| Totaux NFL | Totaux NFL             | 108 | 217            | 127            | 90             | 2,0            | 1              | 11             | 3              | 0              | 4             | 0             |  |         |         |

| Année      | Équipe                 | MJ |       | Plaquages | Plaquages | Plaquages | Plaquages |       | Interceptions | Interceptions | Interceptions | Interceptions |  | Fumbles | Fumbles |
| Année      | Équipe                 | MJ | Total | Seul      | Ast.      | Sacks     | Nb.       | Yards | Déf.          | TD            | Nb.           | Rec.          |  |         |         |
| 2019       | Packers de Green Bay   | 2  | 06    | 02        | 04        | 0,0       | 0         | 0     | 0             | 0             | 0             | 0             |  |         |         |
| 2020       | Packers de Green Bay   | 2  | 03    | 02        | 01        | 0,0       | 0         | 0     | 0             | 0             | 0             | 0             |  |         |         |
| 2021       | Packers de Green Bay   | 1  | 02    | 01        | 01        | 0,0       | 0         | 0     | 0             | 0             | 0             | 0             |  |         |         |
| 2022       | 49ers de San Francisco | 3  | 03    | 03        | 0         | 0,0       | 0         | 0     | 0             | 0             | 0             | 0             |  |         |         |
| 2023       | 49ers de San Francisco | 3  | 08    | 05        | 03        | 0,0       | 0         | 0     | 0             | 0             | 0             | 0             |  |         |         |
| 2024       | Eagles de Philadelphie | 4  | 25    | 16        | 09        | 1,0       | 0         | 0     | 1             | 0             | 2             | 0             |  |         |         |
| Totaux NFL | Totaux NFL             | 15 | 47    | 29        | 18        | 1,0       | 0         | 0     | 1             | 0             | 2             | 0             |  |         |         |